# محطة قطار آث منصور
محطة آث منصور هي محطة قطار جزائرية تقع في بلدية آث منصور ، ولاية البويرة .

## موقع في السكك الحديدية
تَقع المحطة شمال مدينة آث منصور على خط الجزائر-سكيكدة حيث تسبقها محطة أحنف وتتبعها محطة بني منصور .

## خدمة الركاب

### خدمة
تخدم محطة المنصور القطارات الإقليمية على خط الجزائر - بجاية .

## أنظر أيضا

### مَقالات ذات صلة
- خط من الجزائر إلى سكيكدة
- قائمة محطات القطارات في الجزائر

- "SNTF". Société nationale des transports ferroviaires (SNTF). مؤرشف من الأصل في 2025-06-30..

قالب:Desserte gare/début
قالب:Desserte gare
قالب:Desserte gare/fin